# Красная Поляна (Шебекинский район)
Кра́сная Поля́на — село в Шебекинском районе Белгородской области. Входит в состав Купинского сельского поселения.

## География
Село расположено в лесостепной зоне в пределах Среднерусской возвышенности, в северо-восточной части Шебекинского района. Находится в 35 км от районного центра Шебекино и 60 км от областного центра Белгорода. Через село проходит асфальтовое шоссе районного значения.

## История
Первое упоминание о Лихой Поляне (Красной Поляне) в писцовых книгах нынешнего Шебекинского района значится в 1689 году.
В 1906 году была открыта первая школа в селе. В 1978 году было открыто новое здание школы.

## Население
| 2002 | 2010 |
| ---- | ---- |
| 847  | ↘778 |

## Инфраструктура
В Красной Поляне есть аэродром, на данный момент — недействующий.